# Холм-Шльонський (гміна)
Гміна Холм-Шльонський (пол. Gmina Chełm Śląski) — сільська гміна у південній Польщі. Належить до Берунсько-Лендзінського повіту Сілезького воєводства.
Станом на 31 грудня 2011 у гміні проживало 6060 осіб.

## Територія
Згідно з даними за 2007 рік площа гміни становила 23.22 км², у тому числі:
- орні землі: 72.00%
- ліси: 2.00%

Таким чином, площа гміни становить 14.82% площі повіту.

## Населення
Станом на 31 грудня 2011:
| Опис     | Загалом | Загалом | Чоловіки | Чоловіки | Жінки | Жінки |
| -------- | ------- | ------- | -------- | -------- | ----- | ----- |
| одиниця  | осіб    | %       | осіб     | %        | осіб  | %     |
| все      | 6060    | 100     | 2900     | 47.85    | 3160  | 52.15 |
| міське   | 0       | 100     | 0        |          | 0     |       |
| сільське | 6060    | 100     | 2900     | 47.85    | 3160  | 52.15 |

## Сусідні гміни
Гміна Холм-Шльонський межує з такими гмінами: Берунь, Імелін, Лендзіни, Хелмек.